# نوبة العبيدة (تبن)

تعديل مصدري - تعديل

نوبة العبيدة هي إحدى قرى عزلة الحوطة بمديرية تبن التابعة لمحافظة لحج، بلغ تعداد سكانها 106 نسمة حسب تعداد اليمن لعام 2004.